# مونيك لوران
مونيك لوران (بالفرنسية: Monique Laurent)‏ هي رياضياتية وعَالِمَة حاسوب فرنسية، ولدت في 9 مارس 1960.